# Marie Dô
Marie Dô, née Marie-Dominique Chaize, est une écrivaine, danseuse et chorégraphe française.

## Biographie
Marie Dô est la première danseuse française à avoir été engagée dans la compagnie Alvin Ailey American Dance Theater de New York à l'âge de dix-neuf ans. Elle a aussi dansé au Canada, dans Les Ballets Jazz de Montréal et dans de nombreuses compagnies françaises, dont celle de Joseph Russillo qui l'a fait débuter sur scène puis lui a offert de grands rôles comme Roméo et Juliette, Salomé.
Après avoir été comédienne au cinéma, à la télévision (notamment avec Jean-Pierre Cassel) et au théâtre, elle se tourne vers l'écriture et la chorégraphie.

## Ouvrages
- Fais danser la poussière, Paris, Éditions Plon, 2006, 225 p.  (ISBN 2-259-20379-5)
- Qu'importe la lune quand on a les étoiles, Paris, Éditions Plon, 2007, 203 p.  (ISBN 2-259-20602-6)
- Dancing Rose, Paris, Éditions Anne Carrière, 2013, 208 p.  (ISBN 978-2-8433-7667-2)
- Les Dunes sauvages, Paris , Éditions Plon, 2016, 224 p. (ISBN 978-2-259-24343-8)

PARTIR, Bruxelles, Éditions MEO, 2025, 154 p,ISBN: 978-2-8070-0489-4

## Textes
- « Ta bouche sur mon épaule gauche », dans Volcaniques : une anthologie du plaisir, recueil collectif dirigé par Léonora Miano, 2015, 220 p.  (ISBN 978-2-89712-272-0)

## Adaptation télévisuelle
- 2010 : Fais danser la poussière, coscénariste et chorégraphe du téléfilm de Christian Faure[1]

## Actrice
Cinéma
- Trois places pour le 26 de Jacques Demy (sous le nom de Marie-Dominique Chayze)
- La Vieille Dame qui marchait dans la mer de Laurent Heynemann, 1991
- Petits Désordres amoureux d’Olivier Peray, 1997

Télévision
- Fatale Obsession de Catherine Corsini, 1991

Théâtre
- Rumeurs de Neil Simon, théâtre du Palais Royal, 1991